# Copper Col
Copper Col är ett bergspass i Antarktis. Det ligger i Västantarktis. Argentina, Chile och Storbritannien gör anspråk på området. Copper Col ligger 305 meter över havet.
Terrängen runt Copper Col är huvudsakligen kuperad, men åt nordost är den bergig. Havet är nära Copper Col söderut. Trakten är obefolkad. Det finns inga samhällen i närheten. 